# Cascades Fallingwater
Les cascades Fallingwater (en anglais : Fallingwater Cascades) sont des chutes d'eau américaines dans le comté de Botetourt, en Virginie. Elles sont formées par la Fallingwater Creek, qui fait partie du système hydrologique de la James River.